# Фудбалски савез Португалије
Фудбалски савез Португалије (порт. Federação Portuguesa de Futebol; FPF) је главна фудбалска организација у Португалији.
Фудбалски савез основан је 1912. године. Члан је Светске фудбалске федерације ФИФА од 1923, а Европске фудбалске уније УЕФА од 1954. године. Најстарији клубови су ФК Боависта (1903), ФК Бенфика (1904), ФК Спортинг Лисабон (1906), ФК Порто (1906).
Национална лига одржава се од 1935. године. Први шампион био је ФК Порто. Најуспешнији клубови су ФК Бенфика (32), ФК Порто (24), ФК Спортинг Лисабон (18). Куп Португала организује се од 1922. године. Највише трофеја освојила је ФК Бенфика.
Прва међународна утакмица одиграна је 1921. године у Мадриду, Шпанија-Португалија 3:1. Боја дресова репрезентације је црвена.
Пет пута је учествовала на светским првенствима (1966, 1986, 2002, 2006, 2010)
Пет пута је учествовала на европским првенствима (1984, 1996, 2000, 2004, 2008). 